# Neil Stewart (homme politique canadien)
Pour les articles homonymes, voir Neil Stewart.
Neil Stewart  (1793-8 mai 1881) est un homme d'affaires et homme politique du Canada-Ouest. Il représente la circonscription du comté de Prescott à l'Assemblée législative de la province du Canada de 1844 à 1848.

## Biographie
Né en Écosse, il arrive dans le Haut-Canada avec sa famille à partir de l'île de Skye en 1816. S'établissant à Vankleek Hill, il y sert comme premier maître des postes, juge de paix et trésorier du comté. Également membre de la milice locale, il y atteint le rang de lieutenant-colonel.
Son frère William Stuart représente Bytown et éventuellement le comté de Russell à l'Assemblée législative du Canada et sa fille, Isabella, épouse l'homme d'affaires montréalais Hugh McLennan.
En 1878, Stewart établit deux prix remis annuellement à des étudiants en études bibliques en hébreu et en littérature de la Faculté d'études religieuses de l'Université McGill.